# Sarah Butler
Sarah Catherine Butler (11 de fevereiro de 1985) é uma atriz estadunidense. Ela estrelou em 2010 o filme I Spit on Your Grave (pt. Doce Vingança), uma refilmagem do controverso filme de 1978 de mesmo título; posteriormente também estrelou o filme I Spit on Your Grave III: Vengeance Is Mine (2015).

## Filmografia
| Ano  | Titulo                                       | Papel                   | Notas        |
| ---- | -------------------------------------------- | ----------------------- | ------------ |
| 2007 | A Couple of White Chicks at the Hair Dresser |                         |              |
| 2008 | Flu Bird Horror                              | Eva                     | Telefilme    |
| 2010 | I Spit on Your Grave                         | Jennifer Hills          | Protagonista |
| 2012 | The Philly Kid                               | Amy                     |              |
| 2013 | Treachery                                    | Cecilia                 |              |
| 2013 | The Demented                                 | Sharley                 |              |
| 2013 | The Stranger Within                          | Sarah                   |              |
| 2013 | Perigos da Mente                             | Sarah                   |              |
| 2014 | Free Fall                                    | Jane Porter             |              |
| 2015 | Moontrap: Target Earth                       | Produção                |              |
| 2015 | I Spit on Your Grave: Vengeance is Mine      | Jennifer Hills / Angela | Protagonista |

| Ano       | Titulo         | Papel            | Notas                              |
| --------- | -------------- | ---------------- | ---------------------------------- |
| 2004      | Love's a Trip  | Contestant       |                                    |
| 2008      | Luke 11:17     | Sandy            | Webséries                          |
| 2008      | CSI: Miami     | Kim Walderman    |                                    |
| 2009      | CSI: NY        | Alison Redman    |                                    |
| 2009–2010 | I <3 Vampires  | Paige            | Webséries                          |
| 2012      | Nuclear Family | Audrey           | TV pilot                           |
| 2013      | Twisted Tales  |                  | série televisiva, episódio: "Boom" |
| 2014      | Castle         | Whitney Williams |                                    |